# Bulbostylis medusae
Bulbostylis medusae är en halvgräsart som beskrevs av Prata, Reynders och Paul Goetghebeur. Bulbostylis medusae ingår i släktet Bulbostylis och familjen halvgräs. Inga underarter finns listade i Catalogue of Life.